# Sphallestasis
Sphallestasis is een geslacht van vlinders van de familie echte motten (Tineidae).

## Soorten
- S. besucheti Gozmány, 1976
- S. biclavata (Gozmány, 1968)
- S. catharinae (Gozmány, 1968)
- S. creagra (Gozmány, 1968)
- S. cristata (Gozmány, 1967)
- S. cyclivalva (Gozmány, 1969)
- S. cheligera Gozmány, 1970
- S. decipiens (Gozmány, 1967)
- S. ectofurca (Gozmány, 1965)
- S. epiforma (Gozmány, 1967)
- S. epixena (Gozmány, 1966)
- S. euplocamis (Meyrick, 1918)
- S. exarata (Gozmány, 1968)
- S. exiguens (Gozmány, 1967)
- S. extraphalla (Gozmány, 1966)
- S. fletcheri (Gozmány, 1966)
- S. forficula (Gozmány, 1968)
- S. hyalodes (Meyrick, 1913)
- S. jansei (Gozmány, 1965)
- S. magnifica (Gozmány, 1967)
- S. mahunkai Gozmány, 1976

- S. nagyi (Gozmány, 1969)
- S. oenopis (Meyrick, 1908)
- S. paramecis (Gozmány, 1969)
- S. paraxena (Meyrick, 1908)
- S. pectinigera (Gozmány, 1969)
- S. romieuxi Gozmány, 1976
- S. saskai (Gozmány, 1969)
- S. sinuosa (Gozmány, 1966)
- S. spatulata (Gozmány, 1967)
- S. spinifurca (Gozmány, 1969)
- S. szunyoghyi (Gozmány, 1969)
- S. tanystis (Meyrick, 1908)
- S. truncata (Gozmány, 1966)